# Liste der Könige von Midea
Proitos gilt gemäß der griechischen Mythologie als erster Herrscher der Stadt Midea im antiken Griechenland. Perseus baute nach dieser die Befestigungsmauer.

## Mythische Könige
| Name                | Herrschaft               | Sohn von                                        |
| ------------------- | ------------------------ | ----------------------------------------------- |
| Proitos             | 14. Jahrh. v. Chr.       | Abas (Argos) und Aglaia (Tochter des Mantineus) |
| Megapenthes         | 14. Jahrh. v. Chr.       | Proitos (Sohn des Abas) und Stheneboia          |
| Perseus             | 14. Jahrh. v. Chr.       | Zeus und Danaë                                  |
| Elektryon           | 14. Jahrh. v. Chr.       | Perseus (Sohn des Zeus) und Andromeda           |
| Amphitryon          | 14. Jahrh. v. Chr.       | Alkaios (Tiryns) und Astydameia                 |
| Sthenelos           | 14. Jahrh. v. Chr.       | Perseus (Sohn des Zeus) und Andromeda           |
| Atreus und Thyestes | 14. / 13. Jahrh. v. Chr. | Pelops und Hippodameia (Pisa)                   |